# Итальянка с детьми, переходящая через ручей
«Итальянка с детьми, переходящая через ручей» (эст. Itaallanna lastega ojal) — картина работы эстонского художника Йохана Кёлера (1826—1899), написанная в 1862 году. Является частью собрания музея Куму в Таллине. Картина написана маслом на холсте, её размеры составляют 82,5 см в высоту и 53,5 см в ширину. Картина является одним из примеров восприятия Италии в Северной Европе и принадлежит к числу реалистических произведений Кёлера, отошедшего от академической живописи. С 1858 по 1859 год художник находился в Италии, поэтому картина вдохновлена его собственным опытом. Она относится к так называемому итальянскому периоду творчества художника.
На картине изображена женщина в полный рост. Левой ногой она ступает в воду, а правая ещё находится на берегу. На ней традиционный костюм и ожерелье. На голове у неё стоит корзина, в которой находится маленький ребенок. В левой руке женщина несёт сосуд. Справа рядом с ней стоит в воде маленький мальчик в открытой накидке. Ручей занимает лишь небольшой участок на переднем плане картины. За ним открывается пейзаж с каменистым берегом и растительностью. В левом верхнем углу изображения находится единственное большое развесистое дерево, которое своей кроной возвышается над ребёнком в корзине на голове женщины. Пейзаж и сцена на переднем плане составляют единое композиционное целое. Это полотно Кёлера выделяется своей яркой цветовой палитрой.
В других работах Кёлера этого периода имеются некоторые схожие мотивы. Так, например, картина «Девочка у родника» (эст. Tütarlaps allikal) 1860 года изображает девочку, зачерпывающую воду из ручейка на фоне летней природы.